# HD 66812
HD 66812，又名CD-42 3832，SAO 219355、HR 3166，是一颗恒星，视星等为6.29，位于銀經258.48，銀緯-6.27，其B1900.0坐标为赤經8h 0m 9.1s，赤緯-42° -6.27′ 58″。